# Robert Smylie
Robert Eben Smylie (Marcus, 31 ottobre 1914 – Boise, 17 luglio 2004) è stato un politico statunitense, ventiquattresimo governatore dello Stato dell'Idaho dal 1955 al 1967.

## Primi anni
Nato a Marcus in Iowa, si è diplomato al liceo di Cresco nel 1932 al tempo della grande depressione. Si è trasferito a vivere con suo zio in Idaho per studiare al college di Caldwell. Durante gli anni della scuola, ha partecipato a dibattiti, all'annuario, e ha giocato a calcio nella squadra della scuola.
Dopo il diploma, nel 1939 si trasferì a Washington, dove trovò lavoro come poliziotto, e nello stesso periodo si iscrisse alla facoltà di legge della George Washington University, continuando a lavorare fino alla laurea nel 1942. Si sposò con Lucile Irwin il 4 dicembre 1943 e la coppia ebbe due figli.

## Carriera
Dopo aver lavorato per diversi anni come avvocato, nel 1947 divenne viceprocuratore generale e nello stesso anno, dopo la morte del procuratore Robert Ailshie, Smylie venne nominato per il posto. Nel 1954 annunciò la propria candidatura alla carica di governatore dell'Idaho come membro del Partito Repubblicano e riuscì a farsi eleggere, per poi essere riconfermato nel 1958 e nel 1962. Nel 1966 chiese un quarto mandato, ma venne sconfitto nelle primarie repubblicane da Don Samuelson, che successivamente vinse anche le elezioni generali.
Smylie lasciò la carica di governatore all'età di cinquantadue anni e tornò a svolgere la professione di avvocato. Nel 1972 si candidò al Senato ma arrivò solo quarto nelle primarie, vinte da James A. McClure.

## Morte
Robert Smylie morì all'età di 89 anni nella città di Boise e sua moglie Lucile decedette meno di sei settimane dopo. Entrambi furono sepolti nel Pioneer Cemetery di Boise.